# Radka Toneff Minnepris
Der Radka Toneff Minnepris (dt. Radka Toneff Gedächtnispreis) ist ein 1993 etablierter norwegischer Musikpreis.
Er wird nach Möglichkeit in einem zweijährigen Turnus an norwegische Solokünstler vergeben, deren Arbeiten im Geiste der 1982 auf tragische Weise verstorbenen norwegischen Jazzsängerin Radka Toneff entstehen. Der Preis wird über den 1993 ins Leben gerufene Radka Toneff Minnefond finanziert. Dieser Fonds wird gespeist aus den Einnahmen der beiden bei Odin Records erschienenen Alben Fairytales und Live in Hamburg sowie den beiden Compilation-Alben Some Time Ago - A Collection Of Her Finest Moments und Butterfly. 2008 wurde der Fonds in eine Stiftung integriert. Die Preisgelder betrugen zwischen 1993 und 2007 25.000 norwegische Kronen. 2009 war der Preis mit 40.000 norwegischen Kronen dotiert, 2011 und 2013 mit 50.000 norwegischen Kronen und seit 2015 sogar mit 100.000 norwegischen Kronen.
Bis 2007 fand die Verleihung im Rahmen des Jazzfestivals Moldejazz in Trondheim statt.

## Preisträger
- 1993: Sidsel Endresen
- 1997: Kirsten Bråten Berg
- 1999: Karin Krog
- 2001: Per Jørgensen[7]
- 2003: Live Maria Roggen[8]
- 2005: Solveig Slettahjell[9]
- 2007: Arve Henriksen[3]
- 2009: Elin Rosseland[4]
- 2011: Eldbjørg Raknes[5]
- 2013: Hanne Hukkelberg[6]
- 2015: Susanna Wallumrød[1]
- 2017: Kirsti Huke[10]
- 2022: Ellen Andrea Wang[11]